# Чемпионат мира по футболу 1994 (отборочный турнир)
147 стран подали заявки на участие в чемпионате мира по футболу 1994 года, претендуя на 24 места в финальном турнире. США (хозяйка чемпионата) и Германия (чемпион мира) получили путёвки автоматически, остальные 22 места были разыграны в отборочном турнире.
Впервые 3 места в финальный турнир получила африканская континентальная зона, как знак признания успехов их команд на предыдущем чемпионате. 24 путёвки в финальный турнир чемпионата мира 1994 года были распределены по континентальным зонам:
- Европа (УЕФА): 13 мест, 1 из которых автоматически получила Германия, а остальные 12 мест были разыграны между 38 странами (включая Израиль).
- Южная Америка (КОНМЕБОЛ): 3,5 места, разыграные 9 странами. Обладатель 0,5 путёвки попадал в стыковой матч (против команды КОНКАКАФ или ОФК).
- Северная, Центральная Америка и Карибы (КОНКАКАФ): 2,25 места, 1 из которых автоматически получили США, а остальные 1,25 места были разыграны между 22 странами. Обладатель 0,25 путёвки попадал в стыковой матч (против команды ОФК).
- Африка (КАФ): 3 места, разыгранные 40 странами.
- Азия (АФК): 2 места, разыгранные 30 странами.
- Океания (ОКФ): 0,25 места, разыгранные 7 странами. Обладатель 0,25 путёвки попадал в стыковой матч (против команды КОНКАКАФ).

130 стран сыграли в отборочном турнире 497 матчей, забив 1446 мячей (в среднем 2,91 мяча за матч).

## Континентальные зоны
Подробности (даты и результаты матчей, турнирные таблицы) приведены в отдельных статьях по каждой континентальной зоне:
- Европа (УЕФА)

Группа 1 — Италия и Швейцария получили путёвки.
Группа 2 — Норвегия и Нидерланды получили путёвки.
Группа 3 — Испания и Ирландия получили путёвки.
Группа 4 — Румыния и Бельгия получили путёвки.
Группа 5 — Греция и Россия получили путёвки.
Группа 6 — Швеция и Болгария получили путёвки.
- Южная Америка (КОНМЕБОЛ)

Группа 1 — Колумбия получила путёвку. Аргентина вышла в стыковые матчи КОНМЕБОЛ/КОНКАКАФ/ОФК.
Группа 2 — Бразилия и Боливия получили путёвки.
- Северная Америка (КОНКАКАФ)

Мексика получила путёвку. Канада вышла в стыковые матчи КОНМЕБОЛ/КОНКАКАФ/ОФК.
- Африка (КАФ)

Группа 1 — Нигерия получила путёвку.
Группа 2 — Марокко получила путёвку.
Группа 3 — Камерун получил путёвку.
- Азия (АФК)

Саудовская Аравия и Республика Корея получили путёвки.
- Океания (ОФК)

Австралия вышла в стыковые матчи КОНМЕБОЛ/КОНКАКАФ/ОФК.

## Стыковые матчи
Впервые стыковые матчи проходили в два этапа. На первом этапе в двух матчах (дома и в гостях) встречались команды КОНКАКАФ и ОФК, а победитель этого этапа встречался также в двух матчах (дома и в гостях) с командой КОНМЕБОЛ во втором этапе. Победитель второго этапа получал путёвку.

### КОНКАКАФ/ОФК
| 31 июля 1993           | \| Канада \| 2 — 1 \| Австралия \| \| Уотсон, 52 Мобилио, 57 \| Голы \| Дасович, 44-аг \| | Стадион: Стадион Содружества, Эдмонтон Зрителей: 27 775 Судья: Артуро Брисио Картер |
| Канада                 | 2 — 1                                                                                     | Австралия                                                                           |
| Уотсон, 52 Мобилио, 57 | Голы                                                                                      | Дасович, 44-аг                                                                      |

| 15 августа 1993          | \| Австралия \| 2 — 1 \| Канада \| \| Фарина, 45 Дуракович, 77 \| Голы \| Хупер, 55 \| | Стадион: Аусси, Сидней Зрителей: 25 982 Судья: Синъитиро Обата |
| Австралия                | 2 — 1                                                                                  | Канада                                                         |
| Фарина, 45 Дуракович, 77 | Голы                                                                                   | Хупер, 55                                                      |

Счёт по сумме двух матчей был ничейным (3:3), Австралия выиграла по пенальти со счётом 4:1 и вышла в стыковой матч КОНМЕБОЛ/КОНКАКАФ/ОФК.

### КОНМЕБОЛ/КОНКАКАФ/ОФК
| 31 октября 1993 | \| Австралия \| 1 — 1 \| Аргентина \| \| Видмар, 43 \| Голы \| Бальбо, 37 \| | Стадион: Аусси, Сидней Зрителей: 43 967 Судья: Шандор Пуль |
| Австралия       | 1 — 1                                                                        | Аргентина                                                  |
| Видмар, 43      | Голы                                                                         | Бальбо, 37                                                 |

| 17 ноября 1993 | \| Аргентина \| 1 — 0 \| Австралия \| \| Батистута, 59 \| Голы \| \| | Стадион: Монументаль, Буэнос-Айрес Зрителей: 59 768 Судья: Петер Миккельсен |
| Аргентина      | 1 — 0                                                                | Австралия                                                                   |
| Батистута, 59  | Голы                                                                 |                                                                             |

Аргентина получила путёвку по сумме двух матчей (2:1).

## Страны-финалисты
| Страна            | Финалов | Подряд | Последний финал |
| ----------------- | ------- | ------ | --------------- |
| Аргентина         | 11й     | 6      | 1990            |
| Бельгия           | 9й      | 4      | 1990            |
| Боливия           | 3й      | 1      | 1950            |
| Бразилия          | 15й     | 15     | 1990            |
| Болгария          | 6й      | 1      | 1986            |
| Камерун           | 3й      | 2      | 1990            |
| Колумбия          | 3й      | 2      | 1990            |
| Германия (ЧМ)     | 13й(1)  | 11(1)  | 1990(1)         |
| Греция            | 1й      | 1      | -               |
| Италия            | 13й     | 9      | 1990            |
| Республика Корея  | 4й      | 3      | 1990            |
| Мексика           | 10й     | 1      | 1986            |
| Марокко           | 3й      | 1      | 1986            |
| Нидерланды        | 6й      | 2      | 1990            |
| Нигерия           | 1й      | 1      | -               |
| Норвегия          | 2й      | 1      | 1938            |
| Ирландия          | 2й      | 2      | 1990            |
| Россия            | 8й(2)   | 4(2)   | 1990(2)         |
| Румыния           | 6й      | 2      | 1990            |
| Саудовская Аравия | 1й      | 1      | -               |
| Испания           | 9й      | 5      | 1990            |
| Швеция            | 9й      | 2      | 1990            |
| Швейцария         | 7й      | 1      | 1966            |
| США (ХЧ)          | 5й      | 2      | 1990            |

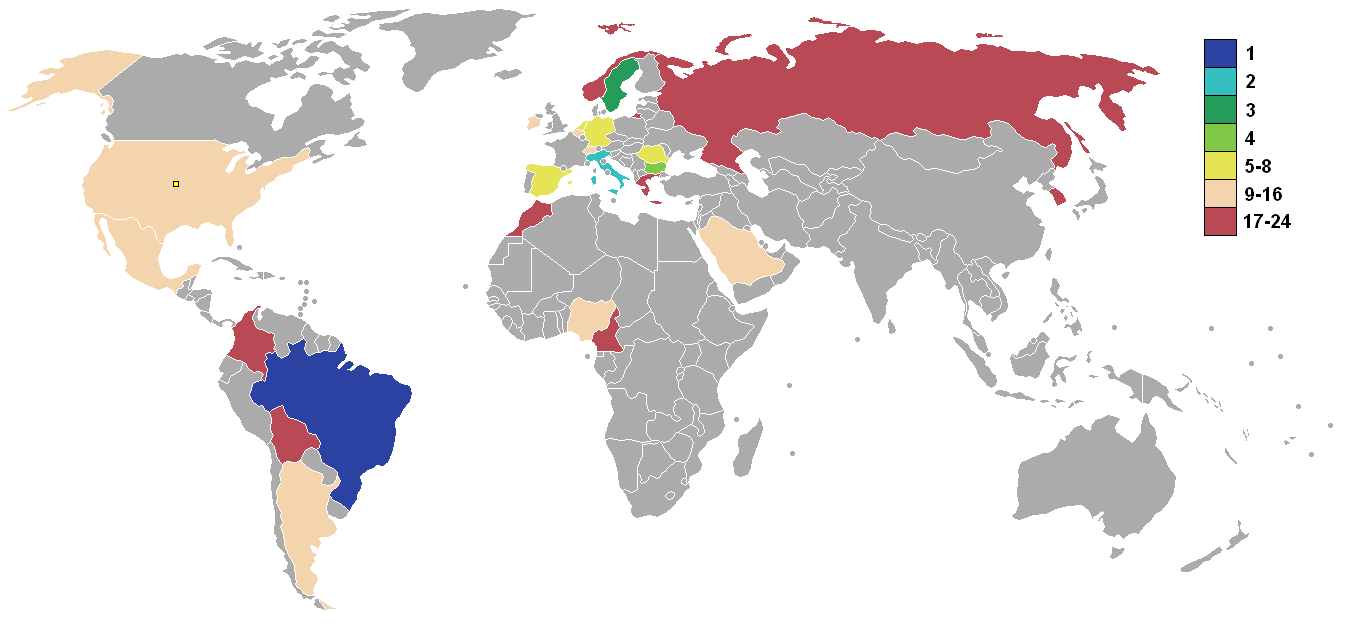
Страны-финалисты

(ХЧ) — получили путёвку автоматически, как хозяева чемпионата.
(ЧМ) — получила путёвку автоматически, как чемпион мира.

## Интересные факты
- Вся команда Замбии разбилась в авиакатастрофе в Габоне, перелетая на матч отборочного турнира против Сенегала. Стране потребовалось срочно создавать новую сборную, однако она получилась настолько удачной, что до поездки в США ей не хватило только одного очка. Калуша Бвалиа был единственным оставшимся от прежней команды, поскольку был во время катастрофы в Нидерландах.
- Давиде Гуальтьери, игрок сборной Сан-Марино забил быстрейший гол в истории чемпионатов мира: в матче против Англии ему хватило 8,3 секунды[1], хотя матч Англия выиграла со счётом 7-1. Английский радиокомментатор в этот день начал свой репортаж так::

Welcome to Bologna on Capital Gold for England versus San Marino with Tennent's Pilsner, brewed with Czechoslovakian yeast for that extra Pilsner taste...and England are one down.
- Эмил Костадинов на последних секундах забил победный гол Болгарии в последнем матче против Франции. Болгария на одно очко обошла Францию и попала в финальный турнир, оставив за бортом Францию. В двух последних матчах Франция имела шансы обыграть Израиль и сыграть вничью с Болгарией, обеспечив себе путёвку, но проиграла оба матча.
- Япония также пропустила гол на последней минуте в матче против Ирака, который лишил их путёвки, а вывел в финальный турнир Южную Корею.
- В южноамериканской континентальной зоне было только 9 участников, поскольку Чили была дисквалифицирована по решению ФИФА из-за вратаря национальной сборной, симулировавшего травму головы в одной из встреч.
- После поражения от Греции в завершающем матче отборочного турнира тренер сборной России Павел Садырин раскритиковал игроков за отсутствие мотивации, что привело к крупнейшему скандалу в истории российского футбола — «письму четырнадцати».
- Единственный чемпионат мира после 1938 года (на 2014 год), в финальной части которого не приняли участие основоположники футбола англичане, не вышедшие из группы. Единственный чемпионат мира, в котором не сыграла ни одна из четырёх футбольных сборных Великобритании.
- Несмотря на то, что Федерация футбола Украины в 1992 году стала членом ФИФА и УЕФА, сборная Украины не участвовала в отборочном цикле, поскольку ФИФА ещё не утвердила новую систему квалификации с учётом стран — бывших союзных республик. Таким образом, в отборочном турнире играла только сборная России, признанная правопреемницей команды СССР[2].
- Югославия из-за санкций ООН в разгар Югославских войн была исключена ФИФА и отстранена от всех международных соревнований.